# Las mil mejores poesías de la lengua castellana
Las mil mejores poesías de la lengua castellana es un libro que pretende recopilar las mil mejores composiciones líricas escritas en lengua española. Fue preparada por Juan Bautista Bergua (1892 -1991) y publicada por primera vez en 1928, en la Librería-Editorial Bergua, que había fundado el año anterior.
El título es una paráfrasis de la que planteó en su día Marcelino Menéndez Pelayo: Las cien mejores poesías de la lengua castellana (Granada, Librería de Victoriano Suárez, 1895).
Esta antología, con diferentes modificaciones, se viene reeditando desde la primera edición de 1928, actualmente por Ediciones Ibéricas, sucesora de la Editorial Bergua. La novena edición es de 1944, y actualmente va por la número 99. Como indica en su presentación, «recoge casi diez siglos de poesía castellana». Ofrece una selección clásica que llegaba inicialmente hasta la generación del 27 y en sucesivas ediciones fue recogiendo obras de la segunda mitad del siglo XX y hasta la actualidad. La edición de 2004, denominada por la editorial, edición platino, incluye un estudio preliminar completo del Arte Poética Castellana.
El mismo antólogo publicó Las mil y una noches. Antología de prosistas. Siglos X al XX. Mil años de literatura española.